# Machary (Piecki)
Machary (deutsch Macharren) ist ein Dorf in der polnischen Woiwodschaft Ermland-Masuren. Es gehört zur Landgemeinde Piecki (deutsch Peitschendorf) im Powiat Mrągowski (Kreis Sensburg).

## Geographische Lage
Machary liegt südöstlich des Ganther Sees (polnisch Jezioro Gant) in der südlichen Mitte der Woiwodschaft Ermland-Masuren, 19 Kilometer südlich der Kreisstadt Mrągowo (deutsch Sensburg).

## Geschichte
Das Dorf Macharren wurde 1555 mit fünf Hufen nach Kulmer Recht gegründet. 1785 wird es als „köllmisches Dorf mit 36 Feuerstellen“ erwähnt.
Zwischen 1874 und 1945 war Macharren in den Amtsbezirk Gollingen (polnisch Goleń) eingegliedert, der zum Kreis Sensburg im Regierungsbezirk Gumbinnen (ab 1905: Regierungsbezirk Allenstein) in der preußischen Provinz Ostpreußen gehörte.
Aufgrund der Bestimmungen des Versailler Vertrags stimmte die Bevölkerung im Abstimmungsgebiet Allenstein, zu dem Macharren gehörte, am 11. Juli 1920 über die weitere staatliche Zugehörigkeit zu Ostpreußen (und damit zu Deutschland) oder den Anschluss an Polen ab. In Macharren stimmten 280 Einwohner für den Verbleib bei Ostpreußen, auf Polen entfielen keine Stimmen.
In Kriegsfolge wurde 1945 das gesamte südliche Ostpreußen an Polen überstellt. Das betraf nun auch Macharren, das die polnische Namensform „Machary“ erhielt. Heute ist es eine Ortschaft im Verbund der Landgemeinde Piecki (Peitschendorf) im Powiat Mrągowski (Kreis Sensburg), bis 1998 der Woiwodschaft Olsztyn, seither der Woiwodschaft Ermland-Masuren zugehörig.

### Einwohnerzahlen
| Jahr | Anzahl |
| ---- | ------ |
| 1818 | 210    |
| 1839 | 392    |
| 1867 | 417    |
| 1885 | 439    |
| 1898 | 448    |
| 1905 | 423    |
| 1910 | 416    |
| 1933 | 398    |
| 1939 | 372    |
| 2011 | 365    |

## Kirche
Bis 1945 war Machary in die evangelische Kirche Aweyden in der Kirchenprovinz Ostpreußen der Kirche der Altpreußischen Union, außerdem in die katholische St.-Adalbert-Kirche Sensburg im damaligen Bistum Ermland eingepfarrt. Heute gehört Machary zur evangelischen Kirchengemeinde Nawiady, einer Filialgemeinde der Pfarrei Mrągowo in der Diözese Masuren der Evangelisch-Augsburgischen Kirche in Polen, sowie zur katholischen Pfarrei Nawiady im jetzigen Erzbistum Ermland in der polnischen katholischen Kirche.

## Schule
Eine Schule wurde in Macharren um 1740 eingerichtet.

## Verkehr
Machary ist von Babięta (Babienten, 1938 bis 1945 Babenten) an der Landesstraße 58 sowie von Nawiady (Aweyden) an der Woiwodschaftsstraße 601 auf direktem Wege zu erreichen. Ein Anschluss an das Schienennetz existiert nicht.